# إتيان غارنييه
إتيان غارنييه (بالفرنسية: Étienne Joseph Louis Garnier-Pagès )‏ (و. 1801 – 1841 م) هو سياسي، ومؤلف، واقتصادي فرنسي، ولد في مارسيليا، توفي في باريس، عن عمر يناهز 40 عاماً.

## مناصب
تولى منصب نائب فرنسي.